# Per gli uccelli
Per gli uccelli (For the Birds) è un racconto di fantascienza di Isaac Asimov pubblicato per la prima volta nel 1980, sul numero di maggio della rivista Asimov's Science Fiction. Successivamente è stato incluso nell'antologia Il vento è cambiato (The Winds of Change and Other Stories) del 1983.
È stato pubblicato per la prima volta in italiano nel 1984 col titolo Un paio d'ali.
Per gli uccelli è la prima di tre storie che Asimov scrisse alla fine degli anni settanta, ambientate tra una serie di habitat spaziali del tipo del Cilindro di O'Neill.

## Trama
Charles Modine è uno stilista assunto dalla società Space Structures, Ltd. per progettareali da usare negli habitat spaziali. Tali habitat sono stati costruiti di recente, la Space Structures ha difficoltà ad attrarre immigranti e spera che la prospettiva del volo attragga un numero maggiore di residenti. Inoltre, se i residenti iniziano a utilizzare il volo frequentemente, questo eliminerà la necessità di mantenere in rotazione rapida l'habitat e il fastidioso effetto Coriolis associato ad essa.
Modine raggiunge la Colonia Spaziale Cinque, dove apprende che i tecnici locali hanno già progettato un prototipo di ali che, sfortunatamente, sono difficili da padroneggiare; il compito di Modine è quello di modificarle in modo da rendere il volo più facile e attraente. Modine decide di progettare un paio di ali per se stesso e, dopo una settimana, fa una dimostrazione per gli amministratori dell'habitat. Il suo prototipo ha un gran successo perché Modine ha capito che nella regione a bassa gravità vicino all'asse dell'habitat ci sarebbe volute un modello più simile alle pinne di un pesce che alle ali di un uccello.